# EVN Group
EVN Group (Energieversorgung Niederösterreich) es una empresa austriaca de producción y transporte de electricidad, una de las mayores de Europa con más de tres millones de clientes en 14 países. La compañía también opera en los sectores de tratamiento de aguas, suministro de gas natural y gestión de residuos. Es la segunda empresa de servicio público en Austria.
La compañía produjo en 2006 en torno a 3450 millones de kWh principalmente de centrales térmicas de energía (68%) y  de centrales de energías renovables (energía hidroeléctrica y eólica) (32%). EVN Group también distribuyó 19.200 millones de kWh de electricidad en Austria (37.9%), Bulgaria (37.95%) y Macedonia (24.15%).
La compañía tiene también capacidad de producción de electricidad de 1.450 MW, una red de transporte de electricidad de 1.370 km y una red de distribución de 45.000 km. EVN Group también está involucrada en el sector del gas natural con una longitud de red total de 10.100 km.
Menos del 14% de las acciones de EVN Grupo son de cotización libre (free float); el estado de Baja Austria mantiene el 51% de la firma y la empresa eléctrica alemana EnBW posee el 35% de la misma. EVN además posee el 12.5% de su par austriaca Verbund.

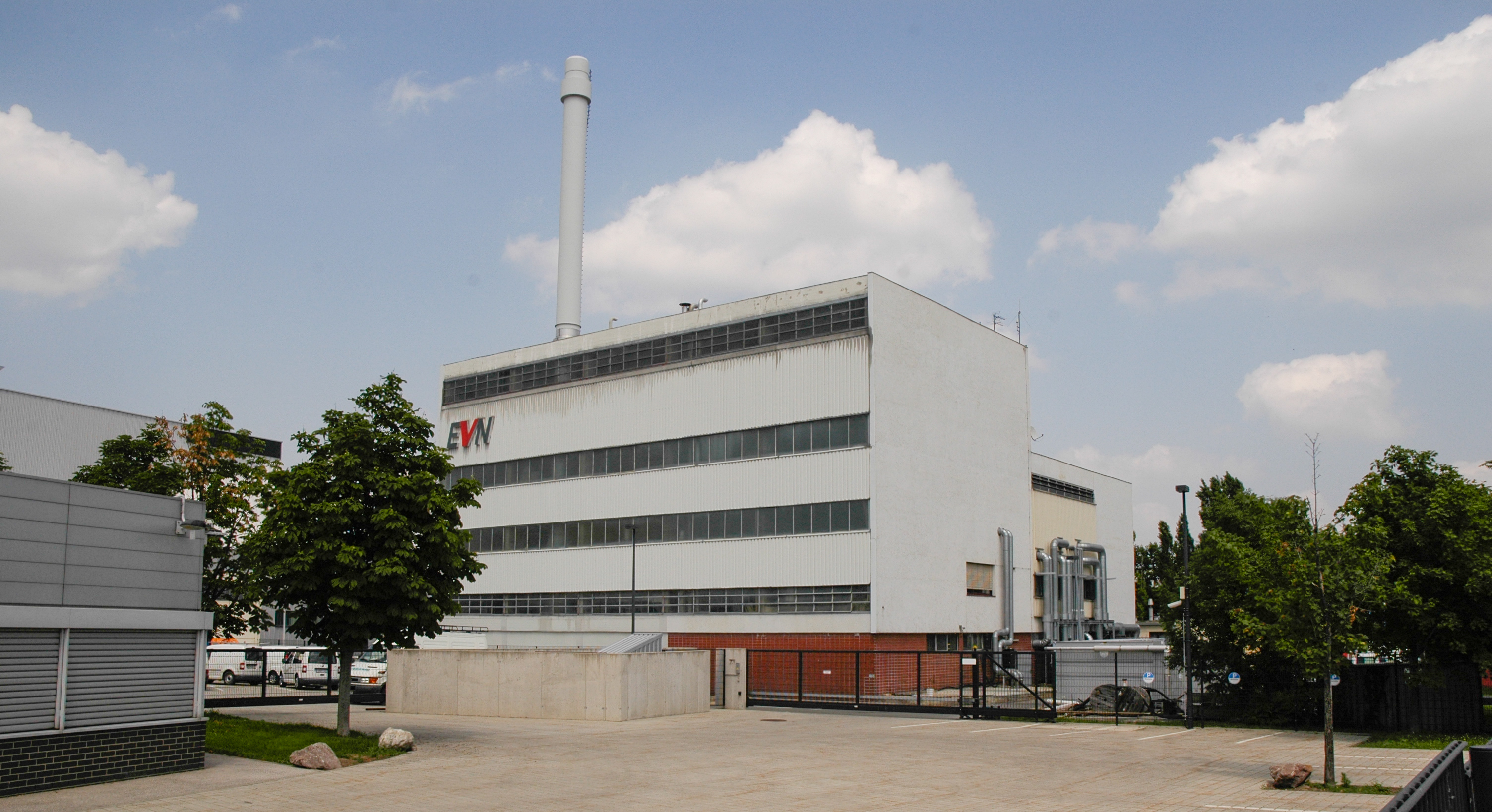
Planta de calefacción de gas del distrito de Mödling erigida en 1960
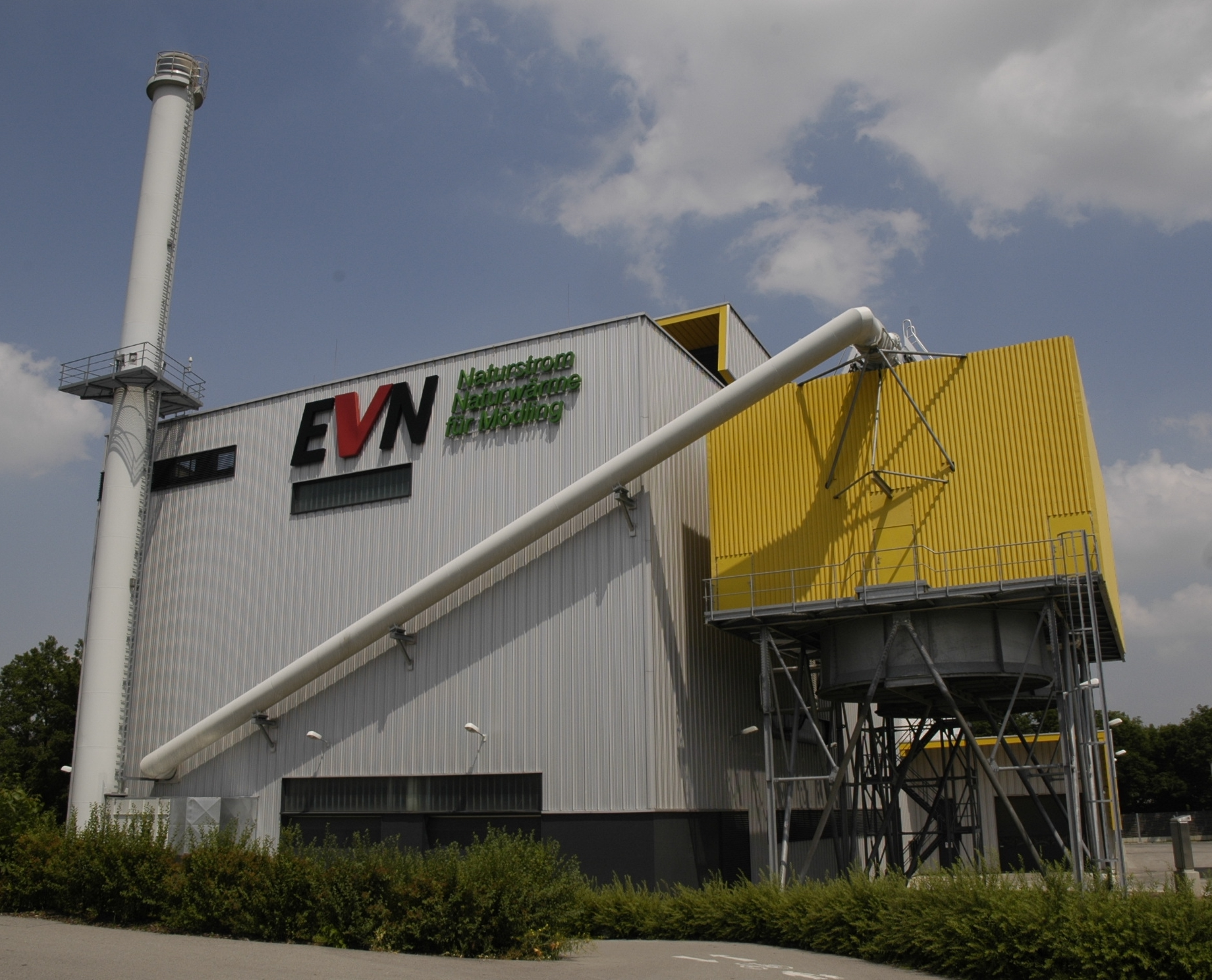
Central eléctrica de biomasa y planta de calefacción del distrito de, erigida en 2006
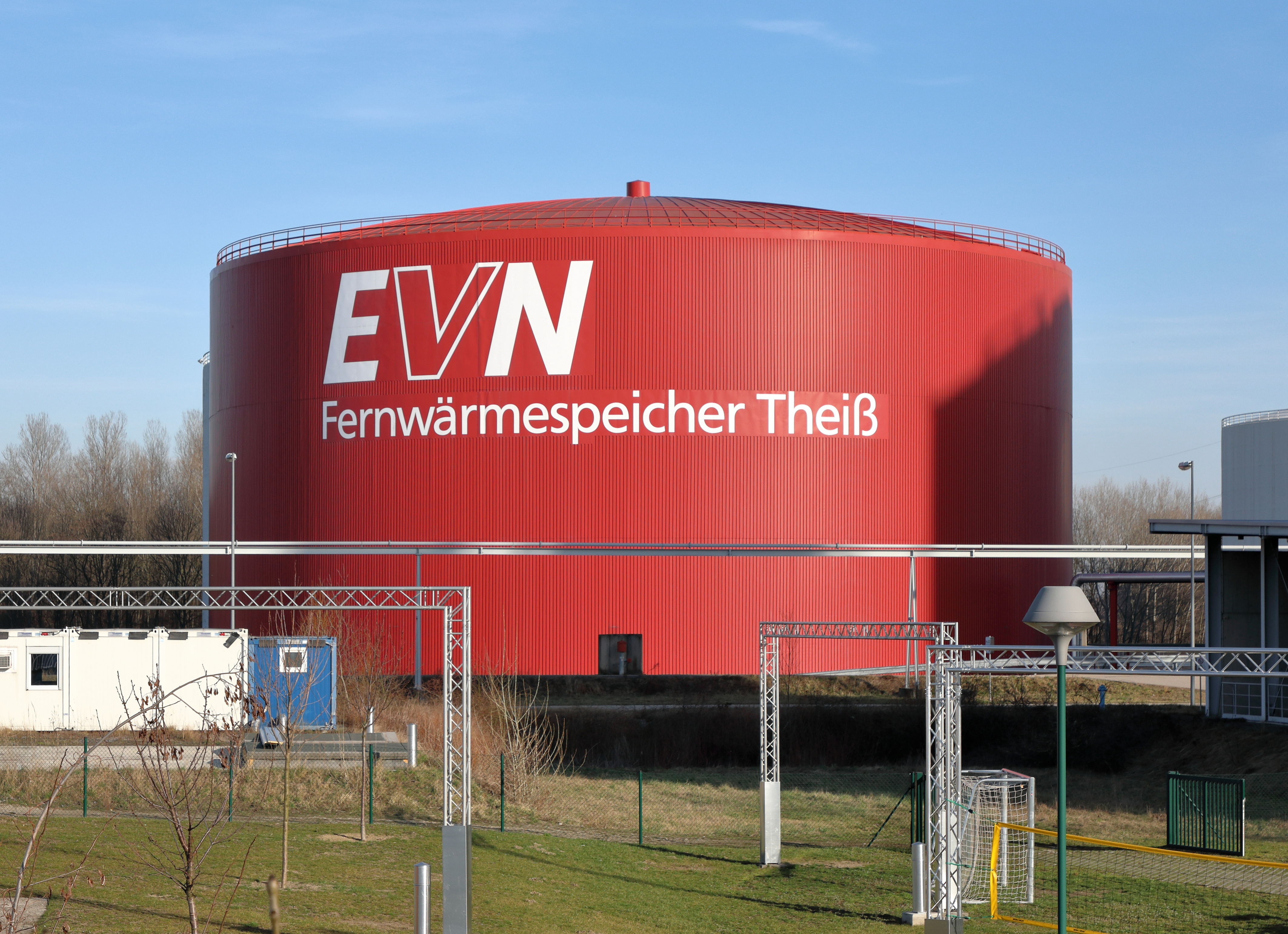
Mayor acumulador de calor en Europa con 50.000 metros cúbicos
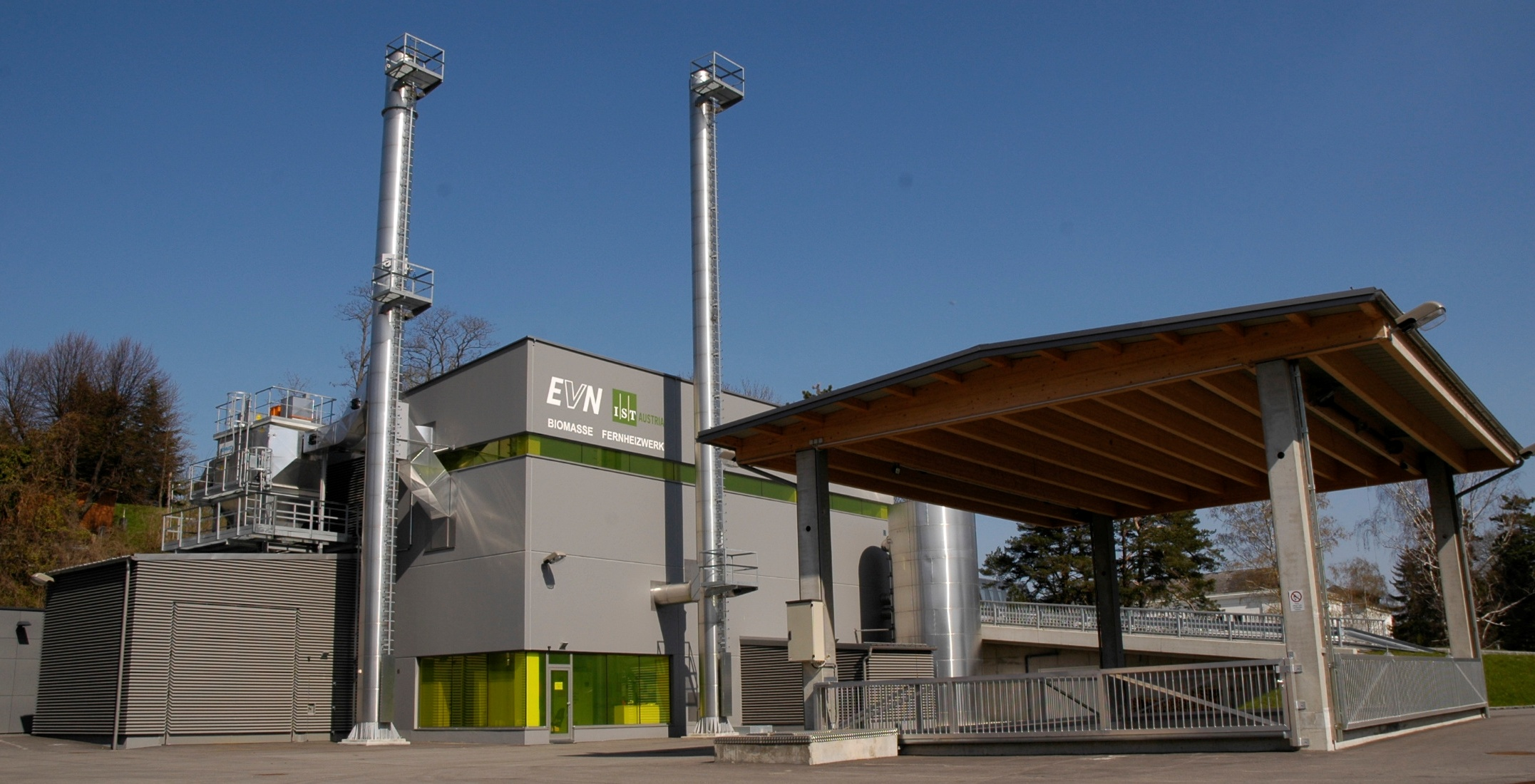
Vista de la planta de biomasa Maria Gugging para calefacción
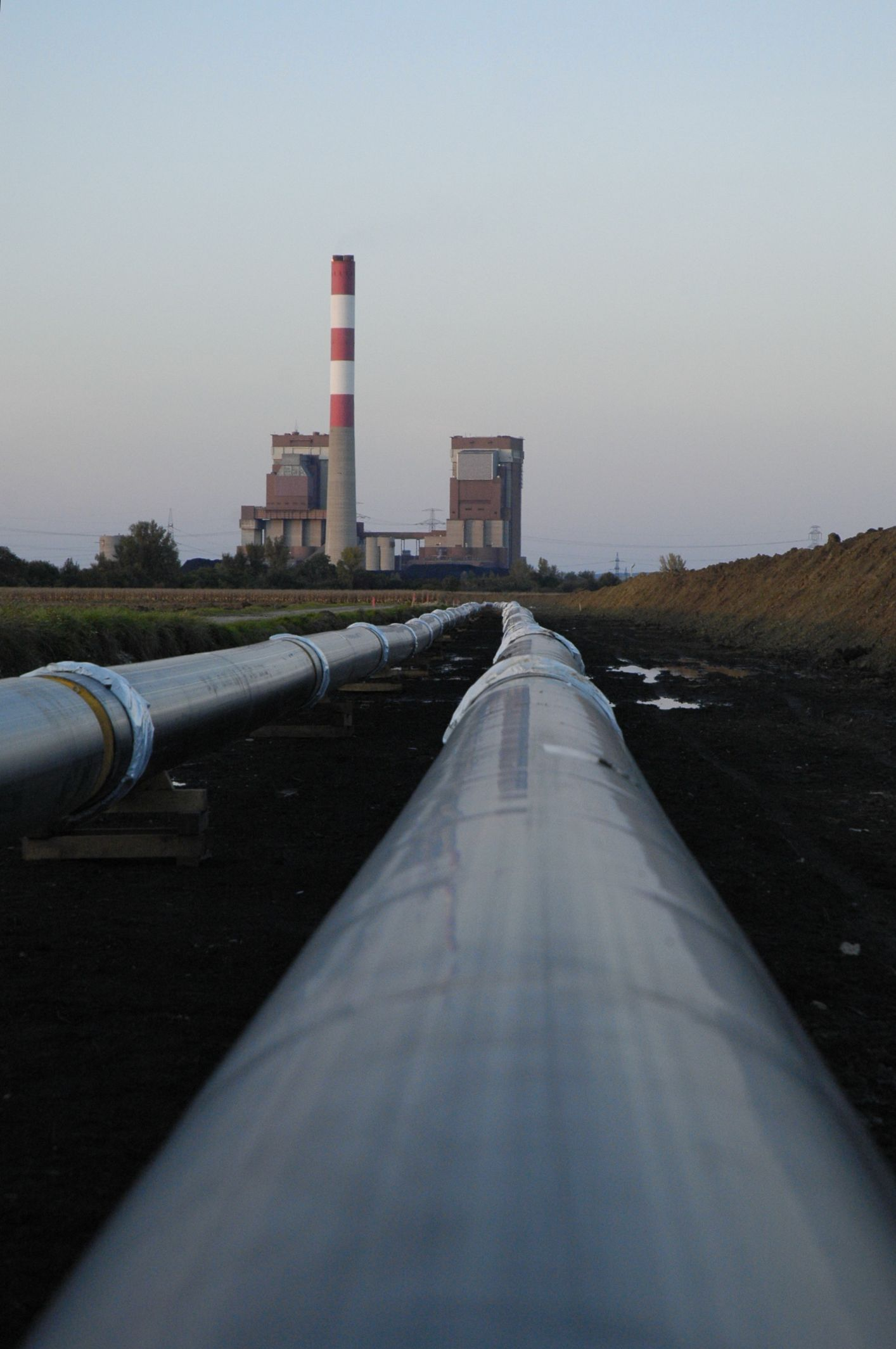
Gasoducto de transporte de 31 km de longitud entre la central de Dürnrohr y Sankt Pölten
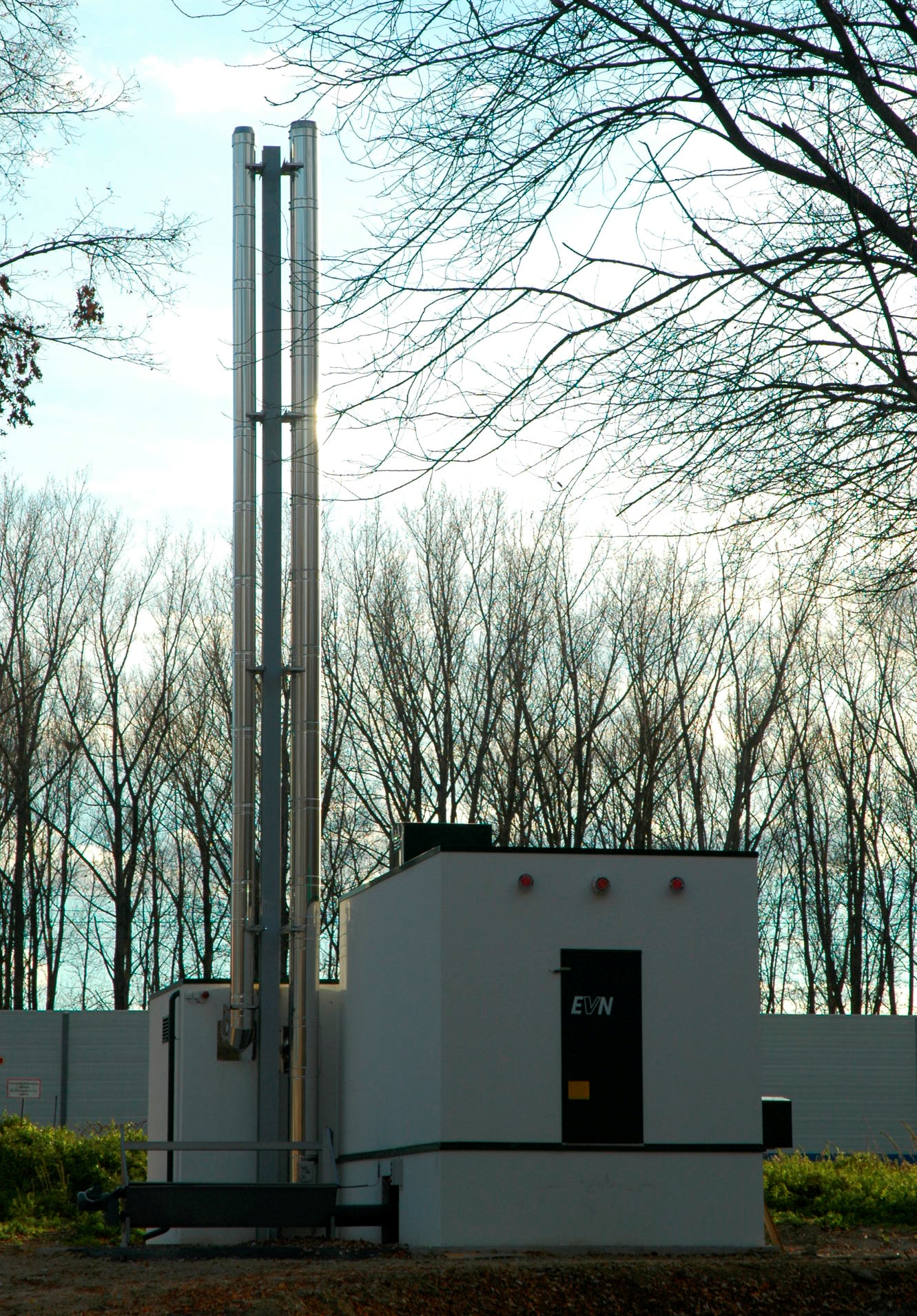
Módulo de planta local de biomasa para calefacción para un pueblo, de EVN Wärme,[8] en invierno.